# Redes Comunitárias de Educação e Pesquisa
Redes Comunitárias de Educação e Pesquisa (Redecomep) é uma iniciativa do Ministério da Ciência e Tecnologia (MCT), coordenada pela Rede Nacional de Ensino e Pesquisa (RNP), que tem como objetivo implementar redes de alta velocidade em regiões metropolitanas do Brasil.
O modelo adotado baseia-se na implantação de uma infra-estrutura de fibras ópticas (próprias ou por meio de cessão de direitos) e de equipamentos lógicos voltada para instituições de pesquisa e educação superior e na formação de consórcios entre as instituições participantes de forma a assegurar sua auto-sustentação.
As redes da iniciativa Redecomep devem se formar, em princípio, ao redor dos pontos de presença da RNP em todas as capitais do país. Por meio destes pontos de presença, as redes metropolitanas serão conectadas ao backbone nacional da RNP, o que possibilitará a intercomunicação entre os projetos.
Em última análise, a Redecomep representa a extensão da capacidade multigigabit da rede nacional RNP em níveis metropolitanos, representando maior benefício para a comunidade de ensino e pesquisa.
São redes voltadas para integrar as instituições de pesquisa e educação superior, através de uma infra-estrutura de comunicação de dados dedicada. Uma das formas de integração da comunidade de educação e pesquisa em uma mesma região metropolitana consiste na implantação de uma infra-estrutura baseada em fibras ópticas.
Uma Redecomep apresenta diversas vantagens em relação às formas convencionais de interconexão das instituições de pesquisa e educação, além da sua integração física. A utilização de fibras ópticas dedicadas proporciona uma economia significativa nos custos com a infra-estrutura de acesso à internet, possibilidade de ampliação da capacidade de transferência de informações virtualmente sem limites e melhor qualidade em relação aos serviços atualmente contratados. Além dos benefícios locais, é possível ainda interconectar essas redes por meio de uma infra-estrutura nacional, como o backbone da RNP, ampliando a capacidade de cooperação e troca de informações entre as redes.

## Redes metropolitanas
- GigaCandanga - Distrito Federal
- GigaFOR - Fortaleza
- GigaNatal - Natal
- Redecomep de Recife - Recife
- Inconf.edu - Ouro Preto e Mariana
- MetroAlta - Altamira
- MetroAju - Aracaju
- MetroAP - Macapá
- Metrobel - Belém
- MetroCG - Campina Grande
- MetroGyn - Goiânia
- Redecomep de João Pessoa - João Pessoa
- MetroMAO - Manaus
- MetroNIT - Niterói
- MetroPOA - Porto Alegre
- MetroSampa - São Paulo
- MetroTins - Palmas
- MetroVix - Vitória
- Pantaneira - Cuiabá
- Rede Poti - Teresina
- RAAVE - Maceió
- Redecomep de Rio Branco - Rio Branco
- RECOP - Pelotas
- Redecomep de Porto Velho - Porto Velho
- Redecomep de Boa Vista - Boa Vista
- Redecomep de Campinas - Campinas
- Redecomep de Campo Grande - Campo Grande
- Redecomep de Caruaru - Caruaru
- Redecomep de Castanhal - Castanhal
- Redecomep de Curitiba - Curitiba
- Redecomep de Marabá - Marabá
- Redecomep de Santarém - Santarém
- Redecomep de São Luís - São Luís
- RedeRio Metropolitana - Rio de Janeiro
- Rede Sanca - São Carlos
- RedeVASF - Juazeiro e Petrolina
- REMEP-FLN - Florianópolis
- Remessa - Salvador
- RMBH - Redecomep de BH - Belo Horizonte
- RMP - Petrópolis